# Storyttern
Storyttern är en sjö i Oskarshamns kommun i Småland och ingår i Viråns huvudavrinningsområde. Sjön är 12,4 meter djup, har en yta på 1,3 kvadratkilometer och befinner sig 49 meter över havet. Storyttern ligger i Viråns vattensystem Natura 2000-område. Sjön avvattnas av vattendraget Virån.

## Delavrinningsområde
Storyttern ingår i det delavrinningsområde (636755-153128) som SMHI kallar för Utloppet av Storyttern. Medelhöjden är 57 meter över havet och ytan är 5,6 kvadratkilometer. Räknas de 19 avrinningsområdena uppströms in blir den ackumulerade arean 356,93 kvadratkilometer. Avrinningsområdets utflöde Virån mynnar i havet. Avrinningsområdet består mestadels av skog (67 %). Avrinningsområdet har 1,29 kvadratkilometer vattenytor vilket ger det en sjöprocent på 23 %.